# Saint-Mars-du-Désert (Mayenne)
Pour les articles homonymes, voir Saint-Mars-du-Désert et Saint-Mars.
Saint-Mars-du-Désert [sɛ̃.maʁs.dy.dezɛʁ]  est une commune française, située dans le département de la Mayenne en région Pays de la Loire, peuplée de 166 habitants.
La commune fait partie de la province historique du Maine, et se situe dans le Bas-Maine.

## Géographie
La commune est au nord-est du Bas-Maine (les deux tiers nord du département de la Mayenne). Son bourg est à 12 km au sud-est de Villaines-la-Juhel, à 14 km au nord de Sillé-le-Guillaume et à 27 km au sud-ouest d'Alençon.
Saint-Mars-du-Désert est traversé par la Vaudelle qui borde le sud du bourg. Couvrant 1 187 hectares, le territoire est le moins étendu du canton de Villaines-la-Juhel.
| Saint-Aubin-du-Désert     | Saint-Aubin-du-Désert     | Saint-Paul-le-Gaultier (72), Saint-Georges-le-Gaultier (72) |
| Courcité                  | Saint-Mars-du-Désert      | Saint-Georges-le-Gaultier (72)                              |
| Saint-Germain-de-Coulamer | Saint-Germain-de-Coulamer | Saint-Georges-le-Gaultier (72)                              |

### Climat
Pour des articles plus généraux, voir Climat des Pays de la Loire et Climat de la Mayenne.
En 2010, le climat de la commune est de type climat océanique dégradé des plaines du Centre et du Nord, selon une étude du CNRS s'appuyant sur une série de données couvrant la période 1971-2000. En 2020, Météo-France publie une typologie des climats de la France métropolitaine dans laquelle la commune est exposée à un climat océanique et est dans la région climatique  Moyenne vallée de la Loire, caractérisée par une bonne insolation (1 850 h/an) et un été peu pluvieux. 
Pour la période 1971-2000, la température annuelle moyenne est de 10,4 °C, avec une amplitude thermique annuelle de 14 °C. Le cumul annuel moyen de précipitations est de 756 mm, avec 12,8 jours de précipitations en janvier et 7,2 jours en juillet. Pour la période 1991-2020, la température moyenne annuelle observée sur la station météorologique de Météo-France la plus proche, « Saint Germain_sapc », sur la commune de Fresnay-sur-Sarthe à 13 km à vol d'oiseau, est de 11,9 °C et le cumul annuel moyen de précipitations est de 695,6 mm,. Pour l'avenir, les paramètres climatiques de la commune estimés pour 2050 selon différents scénarios d'émission de gaz à effet de serre sont consultables sur un site dédié publié par Météo-France en novembre 2022.

## Urbanisme

### Typologie
Au 1er janvier 2024, Saint-Mars-du-Désert est catégorisée commune rurale à habitat très dispersé, selon la nouvelle grille communale de densité à sept niveaux définie par l'Insee en 2022.
Elle est située hors unité urbaine et hors attraction des villes,.

### Occupation des sols
L'occupation des sols de la commune, telle qu'elle ressort de la base de données européenne d’occupation biophysique des sols Corine Land Cover (CLC), est marquée par l'importance des territoires agricoles (100 % en 2018), une proportion identique à celle de 1990 (100 %). La répartition détaillée en 2018 est la suivante : 
terres arables (50,5 %), prairies (49,2 %), zones agricoles hétérogènes (0,3 %). L'évolution de l’occupation des sols de la commune et de ses infrastructures peut être observée sur les différentes représentations cartographiques du territoire : la carte de Cassini (XVIIIe siècle), la carte d'état-major (1820-1866) et les cartes ou photos aériennes de l'IGN pour la période actuelle (1950 à aujourd'hui).

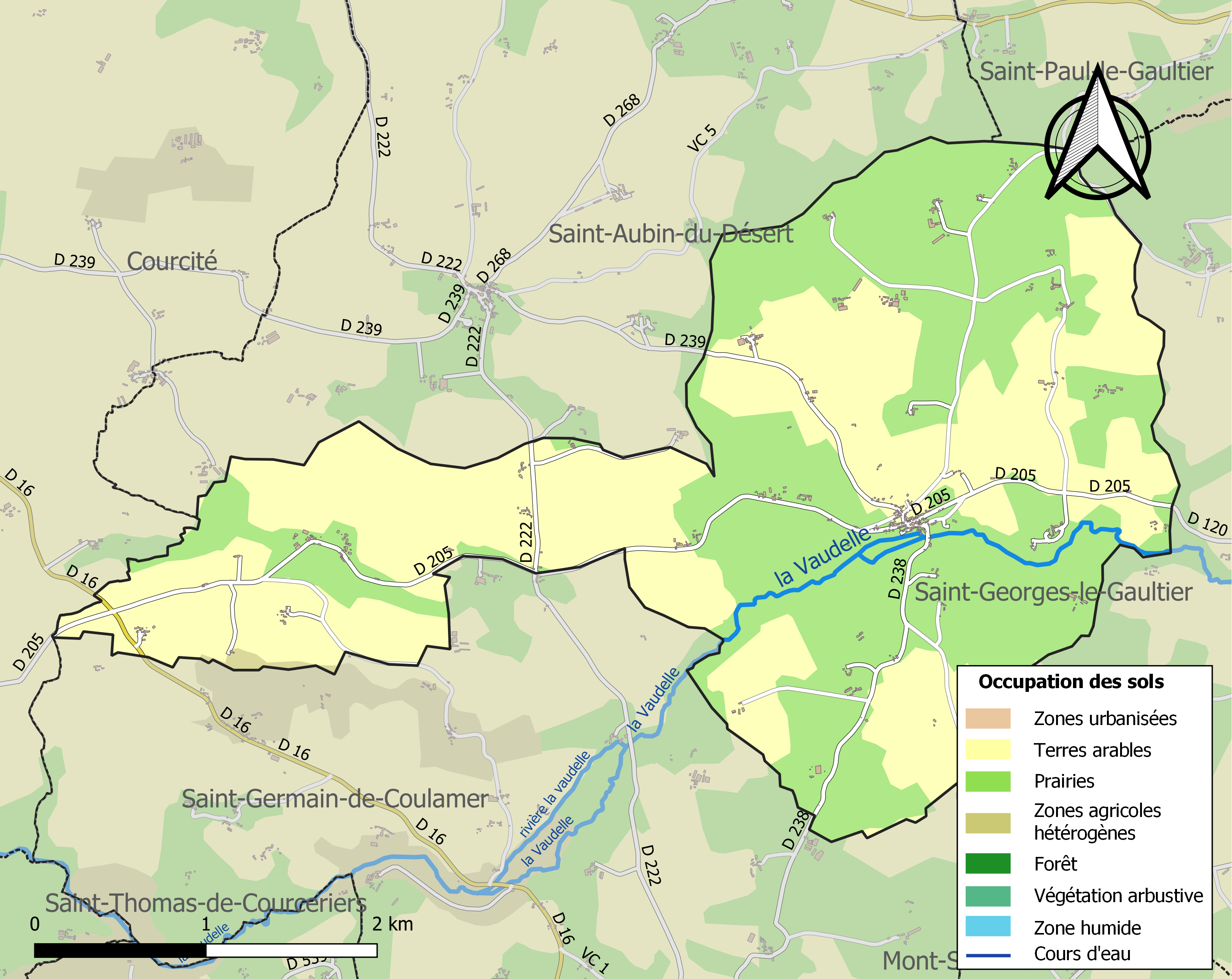
Carte des infrastructures et de l'occupation des sols de la commune en 2018 (CLC).

## Toponymie
La paroisse est dédiée à Médard de Noyon, évêque du VIe siècle, comme pour la plupart des Saint-Mars. En toponymie, Désert rejoint le sens du français actuel et désigne un endroit peu fertile.

## Politique et administration
Le conseil municipal est composé de onze membres dont le maire et un adjoint.

## Démographie
L'évolution du nombre d'habitants est connue à travers les recensements de la population effectués dans la commune depuis 1793. Pour les communes de moins de 10 000 habitants, une enquête de recensement portant sur toute la population est réalisée tous les cinq ans, les populations de référence des années intermédiaires étant quant à elles estimées par interpolation ou extrapolation. Pour la commune, le premier recensement exhaustif entrant dans le cadre du nouveau dispositif a été réalisé en 2008.
En 2022, la commune comptait 166 habitants, en évolution de +3,11 % par rapport à 2016 (Mayenne : −0,73 %, France hors Mayotte : +2,11 %).
Saint-Mars-du-Désert a compté jusqu'à 879 habitants en 1851.
| 1793 | 1800 | 1806 | 1821 | 1831 | 1836 | 1841 | 1846 | 1851 |
| ---- | ---- | ---- | ---- | ---- | ---- | ---- | ---- | ---- |
| 672  | 677  | 662  | 661  | 749  | 786  | 795  | 830  | 879  |

| 1856 | 1861 | 1866 | 1872 | 1876 | 1881 | 1886 | 1891 | 1896 |
| ---- | ---- | ---- | ---- | ---- | ---- | ---- | ---- | ---- |
| 838  | 827  | 823  | 791  | 799  | 770  | 766  | 746  | 669  |

| 1901 | 1906 | 1911 | 1921 | 1926 | 1931 | 1936 | 1946 | 1954 |
| ---- | ---- | ---- | ---- | ---- | ---- | ---- | ---- | ---- |
| 682  | 691  | 611  | 548  | 514  | 514  | 449  | 428  | 419  |

| 1962 | 1968 | 1975 | 1982 | 1990 | 1999 | 2006 | 2008 | 2013 |
| ---- | ---- | ---- | ---- | ---- | ---- | ---- | ---- | ---- |
| 368  | 351  | 288  | 284  | 190  | 169  | 192  | 198  | 164  |

| 2018 | 2022 | - | - | - | - | - | - | - |
| ---- | ---- | - | - | - | - | - | - | - |
| 170  | 166  | - | - | - | - | - | - | - |

## Lieux et monuments
- Église Saint-Médard du XIXe siècle. Elle abrite une stalle curiale du XVIe siècle classée à titre d'objet aux Monuments historiques[25].